# Vito LoGrasso
Vito Joseph LoGrasso (nascido em 18 de Junho de 1964) é um lutador estadunidense de wrestling profissional, de origem Italiana, mais conhecido pelo seu trabalho na World Championship Wrestling como Big Vito, e mais recentemente trabalhando para WWE, Ohio Valley Wrestling e para Deep South Wrestling, onde nas 3 últimas passagens ficou conhecido como Vito.